# Чута (Марамуреш)
Чута (рум. Ciuta) насеље је у Румунији у округу Марамуреш у општини Биказ. Oпштина се налази на надморској висини од 188 m.

## Становништво
Према подацима из 2002. године у насељу је живело 246 становника, од којих су сви румунске националности.